# 金賀恩
金賀恩（1984年1月3日—），韓國女演員。2004年KBS第20期公開招募演員。

## 演出作品

### 電視劇
- 2006年：KBS《加油！菊花》
- 2007年：KBS《漢城別曲-正》飾演 李娜英
- 2007年：KBS《隱遁的北方人》（獨幕劇）飾演 明花
- 2008年：KBS《單身爸爸戀愛中》
- 2008年：KBS《傳說的故鄉》
- 2010年：KBS《推奴》飾演 雪花
- 2010年：E Channel《昂信貞》
- 2011年：KBS《荊棘鳥》飾演 楊美蓮
- 2011年：JTBC《發酵家族》飾演 智賢（客串）
- 2012年：MBC《武神》飾演 秋心
- 2013年：SBS《張玉貞，為愛而生》飾演 仁敬王后
- 2015年：KBS Drama《Miss Mammamia》飾演 金鳳淑
- 2017年：MBC《逆賊：偷百姓的盜賊》飾演 梅月

### 電影
- 2004年：《狼的誘惑》
- 2002年：《人民公敵》
- 2005年：《偷情高手》
- 2006年：《詭公寓》
- 2012年：《少年犯》

### MV
- 2010年：殆死悲愛《愛情不變人會變》

## 腳註
1. ↑  하례할 하(賀)에 은혜 은(恩) （页面存档备份，存于）

## 外部連結
- 官方網站
- NAVER （页面存档备份，存于）
- 金賀恩的Instagram帳戶